# 2,3-dimetilpentano
El 2,3-dimetilpentano es un alcano de cadena ramificada con fórmula molecular C7H16.

## Estereoisomería
Debido a la presencia de un centro estereogénico en el C3, el 2,3-dimetilpentano se podrá presentar como dos estereoisoméros diferentes (R y S), enantiómeros entre sí.